# Домашев (Львовская область)
Домашев (укр. Домашів, пол. Domaszów) — село в Белзской городской общине Шептицкого района Львовской области Украины.
Население по переписи 2001 года составляло 925 человек. Занимает площадь 2,86 км². Почтовый индекс — 80067. Телефонный код — 3257.
Входило в состав Польши до окончания Второй мировой войны, затем вошло в состав СССР.